# 冰劍的魔術師將要統一世界
《冰劍的魔術師將要統一世界～身為世界最強魔術師的少年，去魔術學院上學了～》是日本作家御子柴奈奈所著的輕小說系列，2020年2月起於成為小說家吧上連載。2020年7月起經講談社輕小說文庫發行實體書，擔綱插圖。改編漫畫由2020年6月24日起於講談社旗下的漫畫網上平台「Magazine Pocket」（マガジンポケット）上連載，漫畫家是佐佐木宣人。改編電視動畫於2023年1月5日至3月23日播映。

## 登場人物
雷伊·懷特（聲：榎木淳彌、釘宮理惠（童年、女裝時））
是学院里唯一来自普通家庭的学生。而湧現出無數偉大魔法師的名門：阿諾德魔法學院。周圍全是貴族或魔法師家族出身的同學們，正因为如此他受到歧视。自己主要以享受校园生活为主，但目睹朋友遭到冒犯时依旧会出手。曾經在極東戰役中取得眾多戰果、現在被世人謳歌為世界七大魔法師之中最強的——【冰劍魔法師】。但本人不愿提及这层身份，为此隐藏实力。女裝時自稱「莉莉」（リリィー）。
阿美莉亞·羅斯（聲：佐伯伊織）
和雷伊·懷特一樣，她是魔法學院的學生。外貌為紅長髮，是三大貴族家族之一的羅斯家族的女兒。雖然她有很高的魔法能力，但從不忽視自己的努力，是學院裡魔法技能最好的五個學生之一。因为对贵族和平民一视同仁的处事态度，成为雷伊在学院交到的第一个朋友。在學院大比前夕，因害怕敗給亞莉安，而陷入迷茫，但在雷伊的鼓勵下得以重新振作，並成功在新人賽上擊敗亞莉安，二人也解開誤會和好如初，事後也因此喜歡上雷伊。
艾莉莎·葛利菲斯（聲：春村奈奈）
娇小的巨乳半精灵女孩，与雷伊和阿美莉亚同班。性格胆小。通常将她的半精灵特征：蓝头发和长耳朵，隐藏在头巾后面。雷伊在学院交到的第三个朋友，是人与精灵的混血，喜爱读书。對不會歧視自己半精靈身分的雷伊抱有好感。
瑞貝卡·布拉德利（聲：和氣杏未）
三年級學生，阿諾德魔法學院的學生會長。三大貴族之一布拉德利家族長女。上屆學院大比冠軍。在參加學院大比時，被身為七大魔法師的盧卡斯給輕易擊敗，因而不得不接受家族的安排，被迫與埃文訂婚，但在雷伊等人的幫助下，得以阻止埃文的陰謀。在雷伊解救自己免於魔力失控後，確定了自己對雷伊的感情，並正式與阿美莉亞成為情敵。
克拉莉絲·克里夫蘭（聲：本渡楓）
仰慕阿美莉亚的雙馬尾女學生。雷伊在学院交到的的朋友之一，同時雷伊則是克拉莉絲在學院交到的第一個朋友。因雷伊不會嘲笑自己喜好昆蟲的興趣，且經常發自內心的讚美自己，而對雷伊抱有好感。
亞莉安·歐格仁（聲：關根明良）
阿美莉亞的兒時好友，三大貴族之一歐格倫家族長女。在學院大比的新人賽上，與阿美莉亞一同進入決賽，並在敗給阿美莉亞後，二人解開誤會和好如初。
莉迪雅·恩茲華斯（聲：種崎敦美）
前任【冰劍魔法使】，雷伊的師父。多年前與艾比、卡蘿爾三人，在戰場上收留了無家可歸的雷伊，並成為其監護人。當年因為了救助因魔力失控的雷伊，而導致雙腿癱瘓，如今須靠輪椅行動，但實力依舊不減當年。為了幫助雷伊找回人性，而不是只知道在戰場上戰鬥的機器，而拜託好友艾比，讓雷伊破例進入魔法學院就讀。
艾比·加奈特（聲：森奈奈子）
七大魔法師之一，擅長火焰魔法。阿諾德魔法學院的院長。前上校，退役后成为阿诺德学院的学院长，曾见识过雷伊的本领。为了对付隐藏在学校内的帝国派刺客而将雷伊招募进学院，但實際上起初自己是反對雷伊入學的，因為害怕身為平民的雷伊遭到其他貴族學生的非議，可最終還是在莉迪雅的請求下，破例讓雷伊入學。
卡蘿爾·卡羅萊（聲：內田真禮）
七大魔法師之一，擅長魅惑魔法。阿諾德魔法學院的老師。與莉迪雅、艾比三人為戰爭時期的戰友。因當年總喜歡捉弄年幼的雷伊，而給雷伊留下了很大的陰影，雷伊至今都還很畏懼。因海倫娜老師被發現是優生機構的成員，而被艾比請來接替海倫娜的職位，成為魔法學院的老師。
埃維·阿姆斯壯（聲：梅原裕一郎）
雷伊的室友。身體高大強壯，喜歡肌肉訓練。性格豪爽，也是雷伊交到的第二个朋友。
艾伯特·阿力恩（聲：天崎滉平）
阿諾魔法學院學生。起初看不起身為平民的雷伊，後在了解到雷伊的實力後，才漸漸認可雷伊，並在成長上受到雷伊的鼓勵。
海倫娜·格雷迪（聲：大地葉）
阿諾德魔法學院的老師。優生機構的成員。
埃利奧特·阿克萊特（聲：興津和幸）

卡拉·黑爾（聲：道井悠）
莉迪雅·恩茲華斯的侍女。黑爾一族首領。因黑爾一族專門從事間諜任務，而非常擅長情報收集，以及刺殺任務。
萊克斯·黑爾（聲：檜山修之）
卡拉·黑爾的弟弟，阿諾魔法學院學生。在學院大比期間，受卡拉指派，與雷伊私下負責保護學生，避免遭到襲擊。
緹娜·塞拉（聲：藤村鼓乃美）
阿諾德魔法學院的學生會成員。會長瑞貝卡的忠實擁護者。
科斯埃克斯·伊戈爾（聲：宮下榮治）

祖伊娜·傑克（聲：內村史子）

旺達·埃莉卡（聲：森千早都）

瑪麗亞·布拉德利（聲：青木志貴）
瑞貝卡·布拉德利的妹妹，三大貴族之一布拉德利家族次女。因受到姊姊瑞貝卡的詛咒殘餘力量影響，而天生有一頭異於常人的白髮。
布魯諾·布拉德利（聲：松本忍）
瑞貝卡·布拉德利的父親。在得知雷伊就是冰劍魔術師後，請求其幫忙救助瑞貝卡，因為瑞貝卡身負布拉德利家族的詛咒。
布拉德利夫人（聲：高岡香）

蒂安娜·歐格倫（聲：安齋由香里）
亞莉安·歐格倫的妹妹，三大貴族之一歐格倫家族次女。
沃爾克哈德·歐格倫（聲：稻田徹）
亞莉安·歐格倫的父親。
盧卡斯·福斯特（聲：保志總一朗）
七大魔法師之一，【絕刀魔法師】。為了奪得最強魔法師的稱號，而前來參加學院大比，並輕易擊敗上屆冠軍瑞貝卡，之後便向雷伊提出挑戰。
埃文·伯恩斯坦（聲：阿部敦）
瑞貝卡的訂婚對象。真實身分為優生機構的成員【魔眼收藏家】，為了奪得瑞貝卡的魔眼，才與其訂下婚約，但計畫卻因為雷伊等人的干預而失敗，
帕特羅戈　（聲：荻野晴朗）
埃文的同夥，優生機構的成員【暴食】，喜好吞食魔法師的記憶。在與雷伊激戰後，被其斬殺。
拉基斯·西默德（聲：古木望）

傑瑞爾·夢丸（聲：夏陽凜子）

吉娜·沙克（聲：内村史子）

莉澤蘿特·艾登（聲：白石晴香）
七大魔法師之一，【虛構魔術師】。在得知埃文的計畫後，出手協助雷伊等人，並親自處置埃文。

## 出版書籍

### 輕小說
| 卷數 | 講談社         | 講談社                 |
| 卷數 | 發售日期       | ISBN                   |
| ---- | -------------- | ---------------------- |
| 1    | 2020年7月2日   | ISBN 978-4-06-519122-4 |
| 2    | 2020年11月2日  | ISBN 978-4-06-521330-8 |
| 3    | 2021年7月2日   | ISBN 978-4-06-523715-1 |
| 4    | 2021年12月2日  | ISBN 978-4-06-526059-3 |
| 5    | 2022年5月2日   | ISBN 978-4-06-527988-5 |
| 6    | 2022年10月3日  | ISBN 978-4-06-529631-8 |
| 7    | 2022年12月28日 | ISBN 978-4-06-530553-9 |

### 漫畫
| 卷數 | 講談社        | 講談社                 |
| 卷數 | 發售日期      | ISBN                   |
| ---- | ------------- | ---------------------- |
| 1    | 2020年11月9日 | ISBN 978-4-06-521300-1 |
| 2    | 2021年1月8日  | ISBN 978-4-06-522521-9 |
| 3    | 2021年4月9日  | ISBN 978-4-06-522876-0 |
| 4    | 2021年7月9日  | ISBN 978-4-06-524018-2 |
| 5    | 2021年9月9日  | ISBN 978-4-06-524826-3 |
| 6    | 2021年10月8日 | ISBN 978-4-06-525132-4 |
| 7    | 2022年1月7日  | ISBN 978-4-06-526593-2 |
| 8    | 2022年5月9日  | ISBN 978-4-06-527842-0 |
| 9    | 2022年7月8日  | ISBN 978-4-06-528384-4 |
| 10   | 2022年10月7日 | ISBN 978-4-06-529404-8 |
| 11   | 2023年1月6日  | ISBN 978-4-06-530333-7 |
| 12   | 2023年4月7日  | ISBN 978-4-06-531038-0 |
| 13   | 2023年8月8日  | ISBN 978-4-06-532597-1 |

## 電視動畫
2022年4月28日，宣佈獲改編於2023年1月首播的電視動畫。

### 主題曲
片頭曲Dystopia（Sizuk）
歌：AYAME（from AliA）
作詞：藤林聖子，作曲：俊龍，編曲：
片尾曲
歌：內田真禮
作詞、作曲：渡邊翔，編曲：白戶佑輔

### 各話列表
| 話數 | 標題                                 | 劇本       | 分鏡               | 演出        | 作畫監督 | 總作畫監督 | 首播日期      |
| ---- | ------------------------------------ | ---------- | ------------------ | ----------- | --- | ---------- | ------------- |
| 1    | 世界最強的魔術師少年，入讀魔術學院   | 高田昌弘   | 高田昌弘           | 內堀雅人    | 下島誠、王國年、嵩本樹、橋本有加、川久保美冴 | 下島誠     | 2023年 1月5日 |
| 2    | 世界最強的魔術師少年，開始演習       | 長瀨貴弘   | 中津環             | 中津環      | 相澤秀亮、橋本有加 | 嵩本樹     | 1月12日       |
| 3    | 世界最強的魔術師少年，享受假日       | 霜山航太郎 | 岩永大慈           | 横野光代    | 山崎香、松永佳人 | 西田美弥子 | 1月19日       |
| 4    | 世界最強的魔術師少年，解放隱藏的力量 | 篠塚智子   | 內藤明吾           | Shin Jae ik | Joung Eun、joung、Park Yoon ok、Won Chang hee | 嵩本樹     | 1月26日       |
| 5    | 世界最強的魔術師少年，在戰場上相遇   | 高田昌弘   | 高田昌弘           | 武藤信弘    | 下島誠、王國年、相澤秀亮、橋本有加、川久保美冴、嵩本樹、武藤信宏 | -          | 2月2日        |
| 6    | 世界最強的魔術師少年，戴著面具       | 篠塚智子   | 井端義秀           | 井端義秀    | Kim Hye jeong、Won Chang hee、Chae Gwang han、Joung Eun joung、Oh Eun soo、Ju Hyeong jong                                                                                 | 嵩本樹     | 2月9日        |
| 7    | 世界最強的魔術師少女，潛入魔術學院   | 長瀨貴弘   | 中津環             | 井端義秀    | 下島誠、橋本有加、川久保美冴、limeros | 下島誠     | 2月16日       |
| 8    | 世界最強的魔術師少年，鼓舞玫瑰       | 長瀨貴弘   | 井端義秀           | 高田昌弘    | Chae Gwang han、Won Chang hee、Kwon Oh sik、橋本有加、相澤秀亮、王國年、岡崎晃、Limeros、Shiinamon、Rven、YuePants、Cocomantot、Jomz、Jed Panulin、Nigel Tuvera、Mowamowa | 嵩本樹     | 2月23日       |
| 9    | 世界最強的魔術師少年，解開咒語束縛   | 篠塚智子   | 井端義秀           | 川部真也    | 相澤秀亮、王國年、橋本有加、川久保美冴、嵩本樹、岡崎滉 | -          | 3月2日        |
| 10   | 世界最强的魔术师少年，筹备女仆咖啡厅 | 高田昌弘   | 內藤明吾           | 虎高昇      | 虎高昇、西田美彌子 | 嵩本樹     | 3月9日        |
| 11   | 世界最強的魔術師少年，與過去產生共鳴 | 高田昌弘   | 武藤信宏           | 武藤信宏    | 橋本有加、相澤秀亮、川久保美冴、岡崎滉、武藤信宏、Cocomantot、Jomz、YuePants、Barkrott、Vann Oba、Facu Escobedo、Yinxelh、Mixemirai                                       | -          | 3月16日       |
| 12   | 世界最強的魔術師少年，開啟真理世界   | 高田昌弘   | 岩永大慈、高田昌弘 | 高田昌弘    | 下島誠、嵩本樹、橋本有加、川久保美冴、岡崎滉、佐藤天昭、相澤秀亮、王國年、吉田南                                                                                          | -          | 3月23日       |

## 外部連結
- 成為小說家吧官方網站（日語）
- 漫畫連載網站（日語）
- 電視動畫官方網站（日語）
- 電視動畫官方的X（前Twitter）（日語）